# 中枢国際港湾
中枢国際港湾（ちゅうすうこくさいこうわん）とは、日本の中枢的なコンテナ港湾で、国際ハブ港湾である京浜港や阪神港の他に２つの港湾が該当する。北米、欧州などと結ぶ長距離基幹航路など世界に巡らされた航路網を有し、高頻度の寄港サービスが提供される港湾で、大水深・高規格な国際海上コンテナターミナル群を各地域内に有する。
国際戦略港湾、国際拠点港湾、重要港湾など法制上の裏づけを持った港格ではなく、旧運輸省（現国土交通省が1995年策定の港湾政策「大交流時代を支える港湾」で明記された通称。全国８地域の中核国際港湾と共に、コンテナだけを扱う埠頭の配置・整備計画を法定の港湾計画に記載することのできる資格を有する港湾を指す。
その後、東アジア主要港の台頭により、日本主要港の相対的な地位低下が止まらないため、国土交通省が「選択と集中」の観点から、2004年に中枢国際港湾の一部を選抜する形でスーパー中枢港湾を指定。段階を経て、2010年に国際ハブ港湾として京浜港（東京、横浜、川崎）と大阪港（神戸、大阪）を指定。

## 一覧
現在、下記2地域がスーパー中枢港湾からさらに選択されたハイパー中枢港湾に選定され、国際ハブ港として位置づけられている。
ハイパー中枢港湾（国際コンテナ戦略港湾）
- 東京湾
  - 東京港-3,727,300TEU（国内1位）（スーパー中枢港湾）
  - 横浜港-3,203,871TEU（国内2位）（スーパー中枢港湾）
  - 川崎港-30,189TEU（国内28位）
- 大阪湾
  - 神戸港-2,040,285TEU（国内4位）（スーパー中枢港湾）
  - 大阪港-1,950,006TEU（国内5位）（スーパー中枢港湾）

上記2港（地域）をはじめとした4地域・11港が中枢国際港湾に指定されている（外貿コンテナ取扱個数・ランキングは2008年速報値)。
※TEU (twenty-foot equivalent units)  は20フィートコンテナ1個の換算値。
※11港中、東京、横浜、名古屋、四日市、神戸、大阪、博多の7港に、長距離基幹航路に就航するフルコンテナ船が定期寄港している。（2007年9月現在）
他の中枢国際港湾
- 伊勢湾
  - 名古屋港-2,630,517TEU（国内3位）（スーパー中枢港湾）
  - 四日市港-166,492TEU（国内11位）（スーパー中枢港湾）
- 大阪湾
  - 堺泉北港-9,459TEU（国内46位）
- 北部九州
  - 下関港 -73,510TEU（国内17位）
  - 北九州港-452,670TEU（国内7位）
  - 博多港-716,215TEU（国内6位）